# Doksanský mlýn
Doksanský mlýn v Doksanech v okrese Litoměřice je vodní mlýn, který stojí na řece Ohři v západní části obce na obou březích mlýnského náhonu, přibližně 200 metrů jihovýchodně od kláštera premonstrátek. Je chráněn jako nemovitá kulturní památka České republiky; předmětem ochrany je budova mlýna, hospodářská budova na levém břehu náhonu, provozní budova malé vodní elektrárny nad náhonem, mostek přes náhon před východním průčelím provozní budovy a část náhonu s břehy zpevněnými opěrnými zdmi.

## Historie
Mlýn pochází z poloviny 12. století a vznikl zároveň se založením zdejšího kláštera premonstrátek. Z dob krále  Přemysla Otakara II. (1233–1278) je zmínka o soudním jednání mezi obcí Brozany a klášterem Doksany o nároku na vodu; soudní jednání trvalo 80 let. Další připomínky pak pocházejí z počátku 15. století.
Roku 1558 byl na jeho místě postaven raně barokní mlýn a v letech 1678–1679 nový mlýn. K roku 1882 jej vlastnil Jan svobodný pán z Aehrenthalu, majitel Doksan, a v roce 1939 Jan Aehrenthal.
V roce 1951 byl mlýn znárodněn a odstaven zároveň s elektrárnou, která pracovala na 120 V napětí. Poté došlo v roce 1982 ke zdemolování celého zařízení, po kterém zde zbyly pouze dva válcové a dva kamenné mlýny, kapsový výtah, šnekový dopravník, síta na mouku a část transmisí.
Od roku 1997 je mlýn postupně opravován, došlo k rekonstrukci malé vodní elektrárny, původní turbínu nahradila ležatá turbína Kaplanova a výkon generátoru byl připojen do státní sítě.

## Popis
Ve 14. století vylepšila mlýnské zařízení vačka, která dávkovala obilí, poté bylo zařízení mlýnice používáno beze změn až do konce 18. století. Původně mlýn pohánělo 6 vodních kol o průměru 6 metrů. Dřevěnou strojovnu zničenou v roce 1926 velkou vodou nahradila nová Francisova turbína v betonovém uložení.
Voda na vodní kolo vedla náhonem přes jez a stavidlo. Ve mlýně se dochovala Kaplanova turbína (spád 3,2 m), turbína Hydrohrom 1000 (výkon 110 kW) a Francisova turbína (k roku 1930: spád 2,25 m, výkon 60 HP).